# Макбејн (Мичиген)
Макбејн (Мичиген) (енгл. McBain) град је у америчкој савезној држави Мичиген. По попису становништва из 2010. у њему је живело 656 становника.

## Демографија
Према попису становништва из 2010. у граду је живело 656 становника, што је 72 (12,3%) становника више него 2000. године.
| Група             | 2000.       | 2010.       |
| Белци             | 570 (97,6%) | 623 (95,0%) |
| Афроамериканци    | 5 (0,9%)    | 2 (0,3%)    |
| Азијати           | 1 (0,2%)    | 3 (0,5%)    |
| Хиспаноамериканци | 7 (1,2%)    | 22 (3,4%)   |
| Укупно            | 584         | 656         |